# مرغ مگس دم‌سفید
مرغ مگس دم‌سفید (نام علمی: Eupherusa poliocerca) نام یک گونه از تیره مگس‌مرغان است. این گونه بومی جنگل‌های نیمه گرمسیری در غربی‌ترین بخش Sierra Madre del Sur در گررو و غرب اوآخاکا مکزیکو است. این گونه در معرض تهدید تخریب زیستگاه است.
همانند مرغ مگس کلاه‌آبی، گاهی به عنوان زیرگونه ای از مرغ مگس دم‌نواری دسته بندی می‌شود.